# Kolín
Kolín (denumirea veche germană Kolin (Kolin pe Elba)), este un oraș cu  29.489 de locuitori (2005), situat în Regiunea Boemia Centrală la ca. 35 km de Praga. Orașul este amplasat pe Elba, fiind un nod important de cale ferată, până în anul 1995 era punctul final superior al navigației pe Elba.

## Personalități născute aici
- Vít Rakušan (n. 1978), om politic
- Ludmila Dvořáková (1923-2015), soprană de operă